# آنتونی دلاپلاس
آنتونی دلاپلاس (فرانسوی: Anthony Delaplace‎؛ زادهٔ ۱۱ سپتامبر ۱۹۸۹) دوچرخه‌سوار اهل فرانسه است.
از باشگاه‌هایی که در آن رکاب زده‌است می‌توان به تیم دوچرخه‌سواری سوجاسون و تیم دوچرخه‌سواری فورتونئو–اسکارو اشاره کرد.